# Kanton Lannilis
Kanton Lannilis (fr. Canton de Lannilis) je francouzský kanton v departementu Finistère v regionu Bretaň. Skládá se z pěti obcí.

## Obce kantonu
- Guissény
- Landéda
- Lannilis
- Plouguerneau
- Tréglonou